# Roschtschino (Kaliningrad, Prawdinsk)
Roschtschino (russisch Рощино), deutsch Georgenau, Kreis Friedland (ab 1927 Kreis Bartenstein) ist ein Ort in der russischen Oblast Kaliningrad (Gebiet Königsberg (Preußen)). Er liegt im Rajon Prawdinsk (Kreis Friedland (Ostpr.)) und gehört zur Domnowskoje selskoje posselenije (Landgemeinde Domnowo (Domnau)).

## Geographische Lage
Roschtschino liegt sieben Kilometer südwestlich von Prawdinsk (Friedland) im Kreuzungspunkt zweier Nebenstraßen, die beide von der Straße Prawdinsk–Schirokoje (Schönbruch) (ehemalige deutsche Reichsstraße 142) nach Domnowo (Domnau) bzw. zur Fernstraße A 196 (frühere Reichsstraße 131) beim jetzt erloschenen Ort Perewalowo (Schwönau) führen. Bis 1945 war Preußisch Wilten (russisch: Snamenskoje) die nächste Bahnstation an der Strecke von Königsberg nach Angerburg, die heute nicht mehr betrieben wird.

## Geschichte
Der Ort ist 1437 ersterwähnt. Das frühere Gutsdorf Georgenau bildete am 11. Juni 1874 mit dem Gutsbezirk Abbarten (russisch: Prudy) und der Landgemeinde Deutsch Wilten den neu errichteten Amtsbezirk Abbarten. Er lag im Kreis Friedland im Regierungsbezirk Königsberg der preußischen Provinz Ostpreußen. 
Im Jahre 1910 lebten in Georgenau 261 Menschen. Am 30. September 1928 wurde der Gutsbezirk Georgenau in eine Landgemeinde umgewandelt. Am 4. Mai 1930 erhielt der Amtsbezirk Abbarten die Umbenennung in „Amtsbezirk Deutsch Wilten“, jetzt zum Landkreis Bartenstein (Ostpr.) gehörig.
Im Jahre 1945 kam Georgenau infolge des Zweiten Weltkrieges mit dem nördlichen Ostpreußen zur Sowjetunion und erhielt 1947 die russische Bezeichnung „Roschtschino“. Seit 2009 ist Roschtschino aufgrund einer Struktur- und Verwaltungsreform eine als „Siedlung“ (russisch: possjolok) eingestufte Ortschaft innerhalb der Domnowskoje selskoje posselenije (Landgemeinde Domnowo (Domnau)) im Rajon Prawdinsk der Oblast Kaliningrad.

## Kirche

### Kirchengebäude
Die Georgenauer Kirche stammt aus der Ordenszeit. Der solide und routiniert ausgeführte Bau zeigte die typischen Merkmale der Wandgliederung einer ganzen Gruppe von spätgotischen Türmen im Ordensland. Der Bau von Langhaus und Erdgeschoss des Turms wird auf zwischen der zweiten Hälfte des 14. Jahrhunderts und dem ersten Drittel des 15. Jahrhunderts datiert. Der Bau war ein ungewölbter Saalbau mit schräg stehenden Strebepfeilern an den Kanten. Im zweiten Drittel des 15. Jahrhunderts wurden die oberen Turmgeschosse errichtet. Der im Westen vorgebauter dreigeschossige Turm hat ein schmuckloses Erdgeschoss mit spitzbogigem Portal aus Granitquadern. Das erste Obergeschoss war durch eine regelmäßige Reihung von Spitzbogenblenden gegliedert. Das höhere zweite Obergeschoss hatte seitliche Rundbogenblenden, die eine breite mittlere Blende mit gekuppeltem Rundbogenfries flankieren. Darüber gestufte rundbogige Schallöffnungen. Das Langhaus wurde nach 1854 im unter Schinkeleinfluss umgebaut. Nur Teile der Umfassungsmauern sowie der Turm waren noch mittelalterlich. Die Kirche 1945 beschädigt. Heute existiert nur noch der beschädigte Turm. Die Mauern des Kirchenschiffs wurden abgetragen und die Steine für anderweitige Bauten verwendet. Die vorhandenen Gebäudereste sind von fast undurchdringbarer Wildnis umgeben und nicht mehr zugänglich.

### Kirchengemeinde
Georgenau ist ein altes Kirchdorf, in dem die Reformation schon früh Fuß fasste. Bis 1684 waren der jeweils zweite Pfarrer („Diakonus“) von Domnau (russisch: Domnowo) Pfarrer in Georgenau. Ursprünglich gehörte es zur Inspektion des Königsberger Oberhofpredigers. Georgenau war bis 1945 eine selbständige Kirchengemeinde, auch wenn es ab 1779 durch den Wechsel des Pfarrers Christian Ludwig Dörfer von Georgenau nach Deutsch Wilten (dort war bis dahin sein Vater Daniel Ludwig Dörfer als Pfarrer tätig) eine Filialgemeinde von Deutsch Wilten und von dort von den Pfarrern betreut wurde. Mit Deutsche Wilten war bereits die Kirchengemeinde Klingenberg (heute polnisch: Ostre Bardo) pfarramtlich verbunden. Bis 1945 gehörte dann der Pfarrverbund Deutsch Wilten-Georgenau-Klingenberg zum Kirchenkreis Friedland (heute russisch: Prawdinsk), später zum Kirchenkreis Bartenstein (heute polnisch: Bartoszyce) innerhalb der Kirchenprovinz Ostpreußen der Kirche der Altpreußischen Union.
Heute liegt Roschtschino im Einzugsbereich der Kirchengemeinde Domnowo (Domnau), die eine Filialgemeinde der Auferstehungskirche in Kaliningrad (Königsberg) ist. Sie ist der Propstei Kaliningrad in der Evangelisch-Lutherischen Kirche Europäisches Russland zugeordnet.

### Kirchspielorte
Zum Kirchspiel Georgenau gehörten bis 1945 die Ortschaften: Abbarten (russisch: Prudy), Ferdinandshof, Georgenau (Roschtschino), Klein Georgenau und Ludwigshof.

### Pfarrer
An der Georgenauer Kirche amtierten zwischen 1684 und 1779 insgesamt 12 evangelische Pfarrer, die in Georgenau ihren Amtssitz hatten und die zwischenzeitlich auch von Nachbarpfarrern vertreten wurden:
- Georg Porsch, 1684–1695
- Johann Christoph Friese, 1696–1703
- Johann Friedrich Schneider, 1713–1720
- Carl Friedrich Natius, bis 1722
- Johann Tobias Henne, 1723–1729
- Carl Christian Suchland, 1735–1748
- Friedrich Boltz, 1750–1754
- Johann Gottlieb Petrecius, 1756–1757
- Johann Daniel Krantz, 1760–1763
- Ludwig Franck, 1763–1769
- Gottwald Bindhoff, 1771–1772
- Christian Ludwig Dörfer, 1773–1779

### Kirchenbücher
Die Kirchenbücher der Kirchengemeinde Georgenau sind in großem Umfang erhalten geblieben und werden heute im Evangelischen Zentralarchiv in Berlin-Kreuzberg aufbewahrt:
- Taufen: 1671 bis 1944
- Trauungen: 1684 bis 1943
- Beerdigungen: 1684 bis 1944
- Konfirmationen: 1838 bis 1944
- Abendmahlsteilnehmer: 1767 bis 1812